# Карстова печера
Карстова печера — підземна порожнина, що утворилася в результаті вилуговування розчинних гірських порід. Розвиваються вздовж тектонічних тріщин, розломів. За морфологією це системи вертикальних провалів, шахт, колодязів, горизонтально-нахилених проходів, з меандрами, сифонами, залами і лабіринтами. У таких печерах видніються утворення (сталактити, сталагміти, сталагнати) і капілярно-плівкові мінеральні агрегати (кристаліти, кораліти, геліктити та ін.). Також у печерах присутні гідрологічні об'єкти — підземні ріки, струмки, сифони, водоспади, печерні озера.

## Географія
Мамонтова печера вважається однією з найбільших печер. Разом з печерною системою Флінт-Рідж (Північна Америка, США, штат Кентуккі) має загальну протяжність 341 км.
Оптимістична печера — найдовша гіпсова печера(Поділля, Тернопільська область, Україна). Протяжність досліджених ходів становить 232 км, а площа — близько 2 гектарів.
Печери довжиною понад 100 км: Хеллох (Швейцарія, Альпи), Джуелл (США, Південна Дакота) і Озерна (Тернопільска обл., Поділля).
9 печер довжиною понад 50 км, 14 — понад 40 км, печера Фразассі (Італія),  печера «Очеретяна флейта» (Ґуйлінь, Китай) та інші.